# Enceinte de Cambrai
L'enceinte de Cambrai est un ancien ensemble de fortifications qui protégeait la ville de Cambrai entre le Moyen Âge et le XXe siècle.

## Vestiges
Une partie de l'enceinte est préservée comprenant :

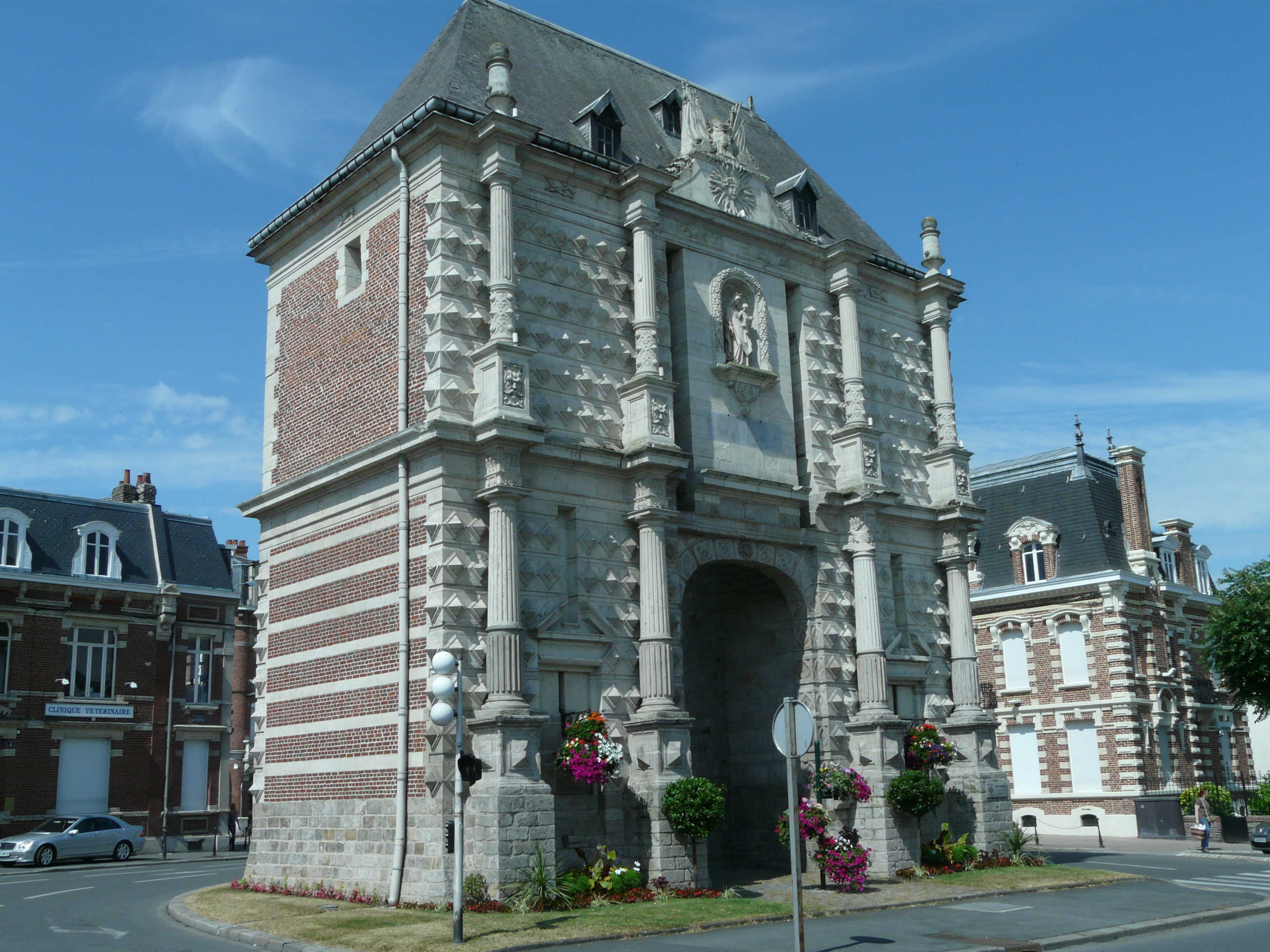
La porte Notre-Dame ;
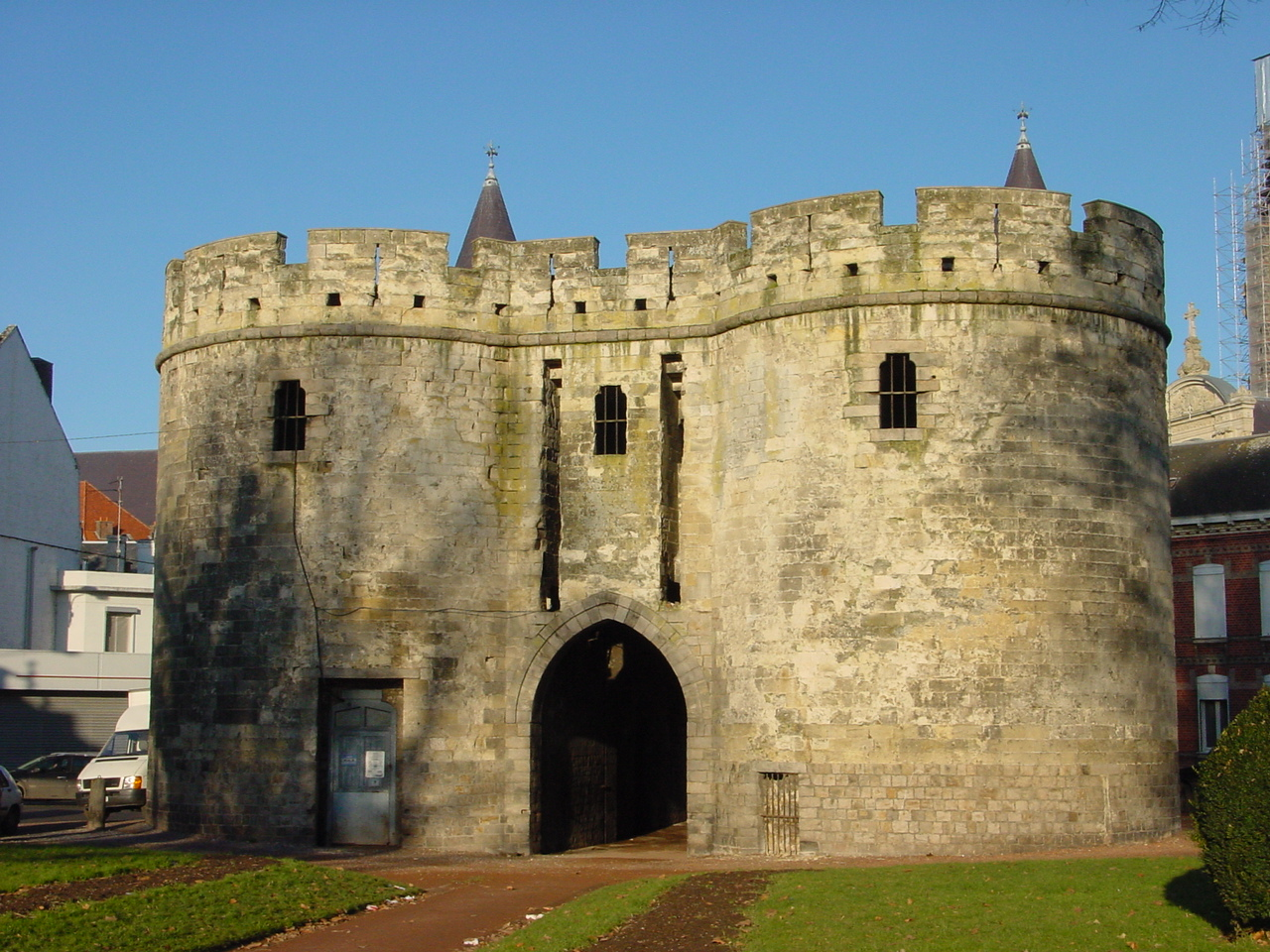
la porte de Paris ;
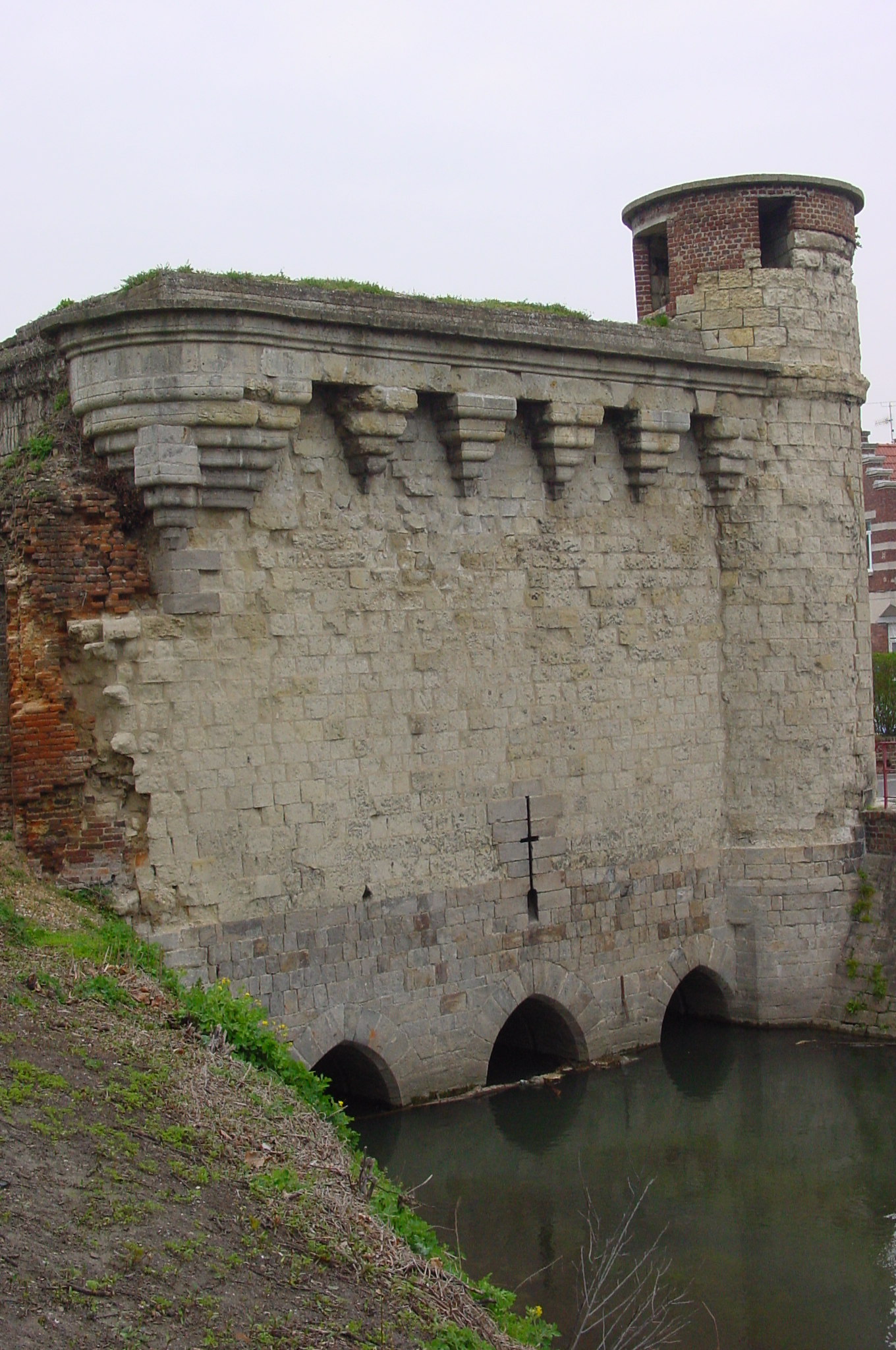
la porte d'eau dite « Tour des Arquets » ;
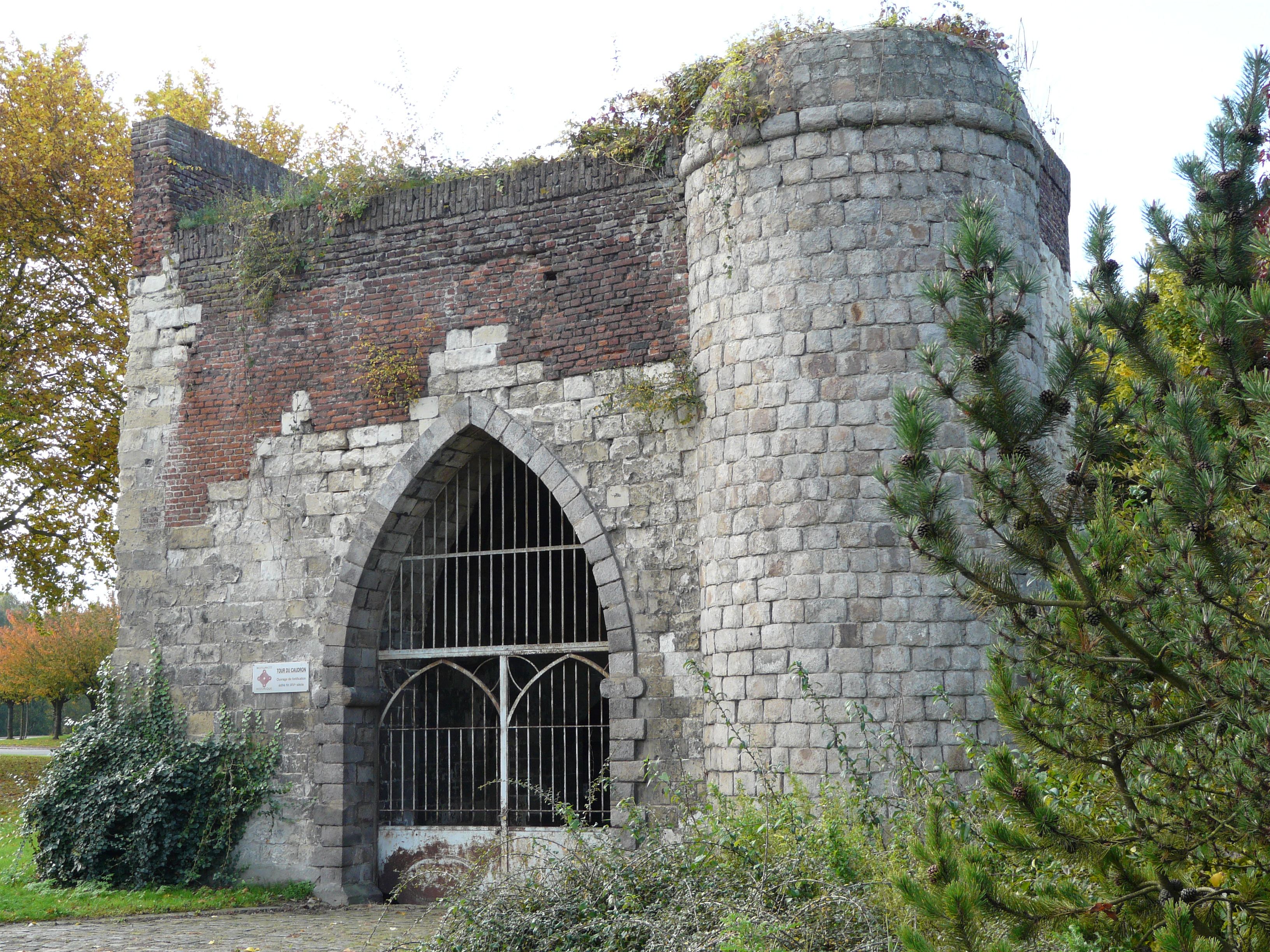
la tour du Caudron ;
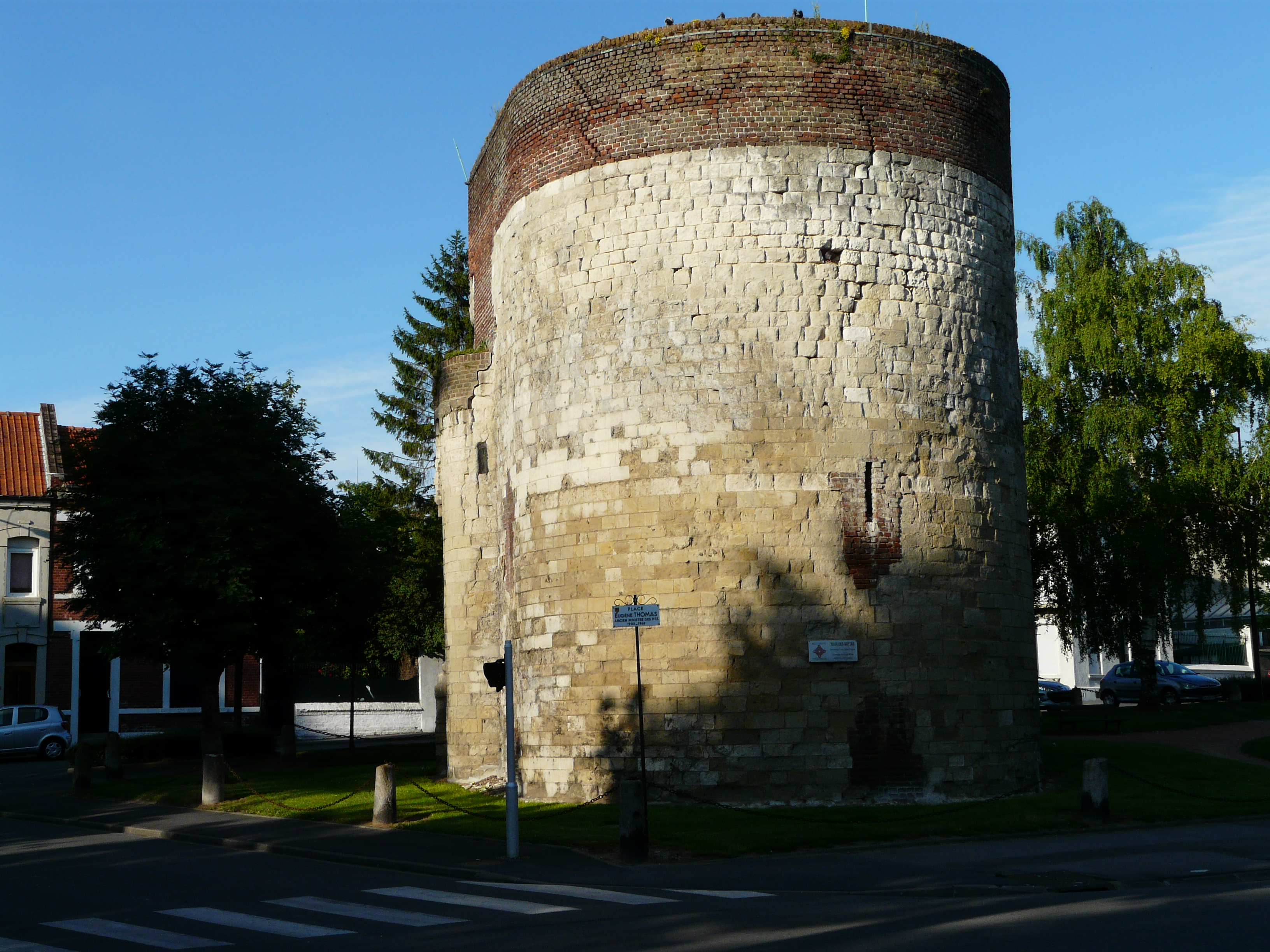
la tour Saint-Fiacre.